# Hanae Tanaka
Hanae Tanaka (ur. 12 lutego 1990) – japońska lekkoatletka specjalizująca się w biegach długich. 
Na dystansie 1500 metrów zajęła siódme miejsce podczas mistrzostw świata juniorów młodszych w Ostrawie (2007). W 2011 startowała w przełajowych mistrzostwach świata oraz zdobyła srebrny medal uniwersjady w biegu na 10 000 metrów. 
Rekordy życiowe: bieg na 1500 metrów – 4:22,95 (12 września 2008, Tokio); bieg na 10 000 metrów – 32:27,56 (24 kwietnia 2011, Kobe). 

## Osiągnięcia
| Rok  | Impreza                                 | Miejsce      | Konkurencja             | Lokata      | Wynik    |
| ---- | --------------------------------------- | ------------ | ----------------------- | ----------- | -------- |
| 2007 | Mistrzostwa świata juniorów młodszych   | Ostrawa      | bieg na 1500 m          | 7. miejsce  | 4:23,34  |
| 2011 | Mistrzostwa świata w biegach na przełaj | Punta Umbría | bieg przełajowy na 8 km | 33. miejsce | 27:03    |
| 2011 | Uniwersjada                             | Shenzhen     | bieg na 10 000 m        | 2. miejsce  | 33:15,57 |
| 2013 | Mistrzostwa świata w biegu na przełaj   | Bydgoszcz    | bieg przełajowy na 8 km | 75. miejsce | 26:56    |